# زباد نخلی طلایی نم‌نشین
زباد نخلی طلایی نم‌نشین (نام علمی:  Paradoxurus aureus) نام یک گونه از سرده ناسازنماها است.